# Lara Trautmann

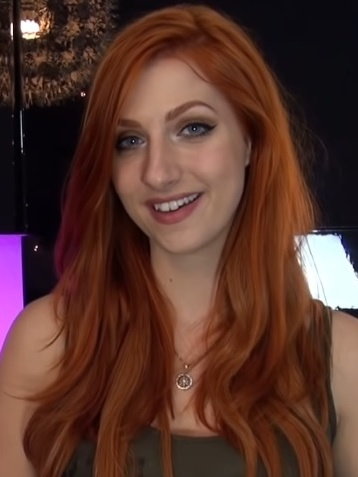
Lara Trautmann (2016)

Lara Katharina Trautmann (* 2. Dezember 1988 in Bremen) ist eine deutsche Synchronsprecherin, Sängerin, Moderatorin, Let’s Playerin, Livestreamerin auf Twitch sowie Hörspiel- und Hörbuchsprecherin. Sie ist auch unter ihrem Künstlernamen Lara Loft bekannt.

## Leben und Karriere
Lara Trautmann wuchs in ihrer Heimatstadt Bremen auf. Sie besuchte dort die European Musical Academy und spielte im Rahmen ihrer Ausbildung 2012 und 2013 die Titelrolle im Musical Die kleine Meerjungfrau nach dem gleichnamigen Märchen.
Anschließend bildete der Chefsprecher von Radio Bremen, Holger Postler, Trautmann zur Sprecherin aus. Zahlreichen Dokus und Werbespots lieh sie seitdem ihre Stimme. Auch in einigen Fernsehserien kam sie als Synchronsprecherin zum Einsatz. So sprach sie in der Serie The Flash die Rolle der Lisa Snart/Golden Glider und in der siebten Staffel von Vampire Diaries jene der Mary Louise. Vorwiegend sprach sie in Computerspielen wie Anno 2205, Anno 1800, die junge Lara Croft in Rise of the Tomb Raider und die Reporterin Piper in Fallout 4. Sie synchronisierte auch für diverse Blizzard-Produktionen.
In Gamerkreisen machte sich Trautmann als Spielerin einen Namen und erreichte unter dem Künstlernamen Lara Loft bei Let’s Plays auf Twitch sowie als Sängerin bei YouTube Hunderttausende Abonnenten.
Im Jahr 2016 nahm Trautmann an der sechsten Staffel der Gesangs-Castingshow The Voice of Germany teil. Sie erreichte das „Sing Off“ der besten 40 Teilnehmer, wurde von ihren Coaches Smudo und Michi Beck jedoch nicht in die Liveshow-Phase gewählt.
Seit November 2016 tritt sie in diversen Folgen der Sendung Game Two, die von Rocket Beans TV für funk produziert wird, als Co-Moderatorin auf.
Im Februar 2022 veröffentlichte sie mit Saltatio Mortis das Lied The Dragonborn Comes (From „The Elder Scrolls V: Skyrim“). 2022 nahm sie an der Sendung Das perfekte Promi-Dinner teil.

## Synchronrollen (Auswahl)

### Filme
- 2016: Valorie Curry als Talia in Blair Witch
- 2016: Taissa Farmiga als Raven in Justice League vs. Teen Titans
- 2017: Marianne Rendón als Cassandra in Gemini – Falsches Spiel
- 2017: Taissa Farmiga als Raven / Rachel Roth in Teen Titans: Der Judas-Auftrag
- 2018: Leila George als Katherine Valentine in Mortal Engines: Krieg der Städte
- 2018: Sophia La Porta als Willesden in Been So Long
- 2018: Penelope Mitchell als Lily in Look Away
- 2019: Michelle Rodríguez als Gelda in Alita: Battle Angel
- 2019: Leila George als Sara Cutler in The Kid – Pfad der Gesetzlosen
- 2019: Rachel Matthews als Honeymaren in Die Eiskönigin II
- 2019: Natalie Dormer als Belle in Pets United
- 2019: Kota Eberhardt als Selene Gallio in X-Men: Dark Phoenix
- 2019: Keri Russell als Zorii Bliss in Star Wars: Der Aufstieg Skywalkers
- 2020: Lucie Guest als Ms. Cartwright in Mein WWE Main Event
- 2021: Nina Dobrev als Natalie Bauer in Love Hard
- 2021: Bella Thorne als Vivien in Time Is Up
- 2021: Nicolette Robbinson als Barbara Cooke in One Night in Miami
- 2021: Kaho Nakamura als Suzu Naitou in Belle
- 2022: Brooke Butler als Candice Connolly in A Day to Die

### Serien
- 2015: Tracy Spiridakos als Annika Johnson in Bates Motel (4 Episoden)
- 2015–2016: Peyton List als Lisa Snart/Golden Glider in The Flash (3 Episoden)
- 2016: Meghan Allen als Officer Norma Bonnie in The Strain (2 Episoden)
- 2016: Teressa Liane als Mary-Louise in Vampire Diaries (16 Episoden)
- 2017: Ellen Woglom als Louise in Marvel’s Inhumans (8 Episoden)
- seit 2017: Billie Lourd in verschiedenen Rollen in American Horror Story
- 2018: Bella Thorne als Paige Townsen in Famous in Love (20 Episoden)
- 2018: Krys Marshall als Julia Freeman/Purity in Supergirl (5 Episoden)
- 2018: Abbie Cornish als Cathy Mueller in Tom Clancy’s Jack Ryan (8 Episoden)
- seit 2018: Missy Peregrym als Maggie Bell in FBI
- 2016–2019: Kimberly-Sue Murray als Elbenkönigin Amara in Shadowhunters (7 Episoden)
- 2019–2020: Monica Barbaro als Liz Melero in Stumptown
- 2019–2021: Chelsea Fringe als Bridget Moody in Weihnachten bei den Moodys
- 2020: Wendy Nieto als Léonie Baptista als They Were Ten
- 2020: Rina Satou als Mii in Bofuri: I Don’t Want to Get Hurt, so I’ll Max Out My Defense
- 2020: Jessica Rothe als Samantha in Utopia
- 2020–2023: Tiffany Boone als Roxy Jones in Hunters
- 2021: Elizabeth Alderfer als Lizzie Dugan in United States of Al
- 2021: Mikako Komatsu als Maki Gamou in Neck mich nicht, Nagatoro-san
- 2022: Penelope Mitchell als Renée Picard in Star Trek: Picard (4 Episoden)
- 2022–2024: Tori Anderson als Kate Whistler in Navy CIS: Hawaiʻi und Navy CIS
- 2022: Adelind Horan als Billy Ann Baker in Peripherie (The Peripheral)

### Videospiele
- 2015: Anno 2205
- 2015: Piper Wright in Fallout 4
- 2015: Junge Lara Croft in Rise of the Tomb Raider
- 2015: The Doll/Sister Adella/Vikar Amelia in Bloodborne
- 2015: Hibana in Tom Clancy’s Rainbow Six Siege
- 2016–2020: Sombra in Overwatch[12]
- 2015–2017: Lunara in Heroes of the Storm
- 2016: Exosuit in No Man’s Sky
- 2016: Lara in Enderal
- 2017: Eveline in Resident Evil 7: Biohazard
- 2017: Sigrun Engel in Wolfenstein II: The New Colossus
- 2017: Camille „Rousseau“ Denis in Call of Duty: WWII
- 2017: Yria in SpellForce 3
- 2018: Felicia Hardy/Black Cat in Marvel’s Spider-Man
- 2018: Walnut Dankgras in Neverwinter: The Heart Fire
- 2019: Bente Jorgensen in Anno 1800
- 2019: Rose Archer in Close to the Sun
- 2019: Kate Laswell in Call of Duty: Modern Warfare
- 2019: Fragile in Death Stranding
- 2020: u. a. Joss, Mox in Cyberpunk 2077
- 2021: Angie, Eveline in Resident Evil Village[13]
- 2021: Rivet in Ratchet & Clank: Rift Apart
- 2021: Harriet Morse in Deathloop
- 2022: Kate Laswell in Call of Duty: Modern Warfare II[14]
- 2022: Azena in Lost Ark
- 2024: Eve in Stellar Blade
- 2025: Fragile in Death Stranding 2

## Hörspiele/Hörbücher
- 2015: Liza in Die drei ??? Kids, Folge 45 (Hörspiel)
- 2019: Disney – Die Eiskönigin 2: Das Original-Hörspiel zum Film, Kiddinx, Berlin.[15]
- 2020: Mikkel Robrahn: Hidden Worlds – Der Kompass im Nebel (Hörbuch, gemeinsam mit Max Felder), Argon Verlag, ISBN 978-3-7324-5489-1.[16]
- 2021: Mikkel Robrahn: Hidden Worlds 2 – Die Krone des Erben (Hörbuch, gemeinsam mit Max Felder), Argon Verlag, ISBN 978-3-7324-5584-3.[17]
- 2021: Mikkel Robrahn: Hidden Worlds 3 – Das Schwert der Macht (Hörbuch, gemeinsam mit Max Felder), Argon Verlag, ISBN 978-3-7324-5587-4
- 2022: Mikkel Robrahn: Signs Of Magic 1 – Die Jagd auf den Jadefuchs, (Hörbuch-Download, gemeinsam mit Max Felder), Argon Verlag, ISBN 978-3-7324-5813-4
- 2022: Mikkel Robrahn: Signs Of Magic 2 – Die Suche nach Tzunath, (Hörbuch-Download, gemeinsam mit Max Felder), Argon Verlag, ISBN 978-3-7324-5874-5